# Liste der Kulturdenkmale in Offenau
In der Liste der Kulturdenkmale in Offenau sind alle unbeweglichen Bau- und Kunstdenkmale der Gemeinde Offenau verzeichnet, die im Verzeichnis der unbeweglichen Bau- und Kunstdenkmale und der zu prüfenden Objekte mit Stand 16. Juni 1999, verzeichnet sind.
Diese Liste ist nicht rechtsverbindlich. Eine rechtsverbindliche Auskunft ist lediglich auf Anfrage bei der Unteren Denkmalschutzbehörde der Gemeinde Offenau erhältlich.

## Liste
| Bild           | Bezeichnung                                        | Lage                                                   | Datierung                  | Beschreibung | ID |
| -------------- | -------------------------------------------------- | ------------------------------------------------------ | -------------------------- | --- | --- |
|                | Gehöft                                             | Brunnenstraße 17 (Karte)                               | 18. Jahrhundert            | Wohnhaus, zweigeschossiger Fachwerkbau mit Satteldach, Scheuer, Stall, im Giebel 1884 bezeichnet und angebautem Schlachtraum Geschützt nach § 2 DSchG | |
|                | Gefallenendenkmal des 1. Weltkriegs                | Duttenberger Straße (Flst.Nr. 2463) (Friedhof) (Karte) | k. A.                      | Sandsteinblock mit Relief und Inschrift, darüber helmartiger Aufsatz Geschützt nach § 2 DSchG | BW |
| Weitere Bilder | Gartenkapelle                                      | Hauptstraße 4 (Karte)                                  | 1891/92                    | im Garten des sogenannten Salzschreiberhauses, Holzkapelle mit Dachreiter, wurde von Friedrich Otto Reichsgraf von und zu Westerholt und Gysenberg erbaut, wurde 1996 erneuert Geschützt nach § 2 DSchG | |
|                | Wohnhaus P                                         | Hauptstraße 17 (Karte)                                 | 18. Jahrhundert            | Teil eines Gehöfts, zweigeschossiger Putzbau mit Satteldach | [[Vorlage:Bilderwunsch/code!/C:49.245846,9.163084!/D:Wohnhaus '"`UNIQ--templatestyles-00000003-QINU`"' P !/\|BW]] |
|                | Hausmadonna                                        | Hauptstraße 23 (Karte)                                 | 1869                       | in hölzerner Nische, über dem Eingang an der Ostwand, farbig gefaßte Holzfigur Geschützt nach § 2 DSchG | BW |
|                | Salzmagazin der Saline Clemenshall                 | Jagstfelder Straße 36 (Karte)                          | 1780                       | eingeschossiger verputzter Fachwerkbau mit zweigeschossigen Querbauten, Walmdächer Geschützt nach § 2 DSchG | |
|                | Grabdenkmal                                        | Kelterstraße 11 (bei) (Karte)                          | 18. Jahrhundert            | an der Nordwestecke, Sandsteinplatte mit Inschrift und Aufsatz Geschützt nach § 2 DSchG | BW |
| Weitere Bilder | Katholische Pfarrkirche St. Albanus                | Kelterstraße 13 (Karte)                                | 1751                       | unter Einbeziehung des älteren Turmchores (16. Jahrhundert) nach Entwurf von Franz Häffele erbaut, nach Entwurf von Hugo Schlösser 1936 nach Westen vergrößert und an der Südwand des Turmes um die Sakristei erweitert, umlaufende Kirchhofummauerung Kreuz an der östlichen Querhauswand, Sandsteinsockel mit Inschrift und Kreuzaufsatz mit Korpus, in Kunststein erneuert, Lourdesgrotte in der Südostecke des Kirchhofs Geschützt nach § 28 DSchG | |
|                | Wohnhaus P                                         | Neckarstraße 19 (Karte)                                | 18. Jahrhundert            | Teil eines Gehöfts, zweigeschossiger Putzbau mit massiven Erdgeschoss und Satteldach | [[Vorlage:Bilderwunsch/code!/C:49.244831,9.161563!/D:Wohnhaus '"`UNIQ--templatestyles-00000006-QINU`"' P !/\|BW]] |
|                | Württembergische Rebenveredelungsanstalt           | Wehräcker 3, 3a, 3c, 3d (Karte)                        | 1907                       | Wehräcker 3: Wohnhaus, eingeschossiger Putzbau mit Halbwalmdach, 1907 erbaut, 1962 umgebaut Wehräcker 3a: Veredelungsgebäude, 1907 erbaut, 1974 und in jüngerer Zeit umgebaut Wehräcker 3c: verbretterter Schuppen, 1907 erbaut, 1974 und in jüngerer Zeit umgebaut Wehräcker 3d: Kelter, eingeschossiges Massivgebäude mit Querhaus und Walmdach, 1920 erbaut Geschützt nach § 2 DSchG | BW |
|                | Bohrhäuser der Saline Clemenshall und Salinenkanal | Wehräcker 4, 4a, 4b, 5 (Karte)                         | Mitte des 18. Jahrhunderts | Wehräcker 4: Bohrhaus mit Wohnung, dreigeschossiger Putzbau, teils massiv, teils Fachwerk, mit Turm, Satteldach, und vier eingeschossigem Anbauten mit Walmdachabschluss, 1827 erbaut Wehräcker 4a: eingeschossiges Wasch- und Backhaus, 1827 erbaut Wehräcker 4b: zweigeschossiges, massives Transformatorenhaus mit Kuppeldach, 1924 erbaut Wehräcker 5: Bohrhaus, zweigeschossiger, verbretterter Fachwerkbau mit massiven Untergeschoss und Satteldach, 1826 erbaut Mitte des 18. Jahrhunderts angelegter Salinenkanal, heute trockengelegt Geschützt nach § 2 DSchG | |
|                | Wegekreuz P                                        | Gewann Attichäcker (Flst.Nr. 1507 oder 1508)           | 18. Jahrhundert            | Sandstein, Sockel mit Inschrift (verwittert), erneuertes Kreuz mit Totenkopfrelief im Kreuzfußball und jüngeren Korpus (Kupferguss), Einfassung des frühen 20. Jahrhunderts aus Kunststein. | |
|                | Wegekreuz                                          | Gewann Seehau (Flst.Nr. 1713/10)                       | 1904                       | Sockel mit Inschrift auf Marmorplatte, darüber Kreuz mit Korpus und Marienstatue im Kreuzfuß, Sandstein Geschützt nach § 2 DSchG | |